# Sobór św. Mikołaja z Ałmaty w Aktobe
Sobór św. Mikołaja z Ałmaty – prawosławny sobór w Aktobe, w jurysdykcji eparchii aktobskiej Rosyjskiego Kościoła Prawosławnego. Od 24 marca 2022 r. katedra eparchii aktobskiej, wcześniej druga katedra eparchii uralskiej, obok soboru św. Michała Archanioła w Uralsku.

## Historia
Po rewolucji październikowej cerkiew św. Aleksandra Newskiego w Aktobe została zburzona. W 2000 r. w mieście czynne były dwie niewielkie cerkwie, o niewyróżniającej się architekturze, niedostatecznie obszerne, by wystarczyć dla wszystkich przebywających w mieście prawosławnych. W związku z tym ordynariusz eparchii uralskiej Antoni i protojerej Walerij Szczerbakow, proboszcz parafii św. Włodzimierza w Aktobe, podjęli starania na rzecz budowy nowej, obszerniejszej cerkwi. Położenie kamienia węgielnego pod nowy sobór miało miejsce w 2006 r. pod przewodnictwem biskupa Antoniego. Budowę świątyni prowadziła firma „Aktiubżyłstroj”, której dyrektor Nikołaj Żylenkow był osobiście zaangażowany we wzniesienie soboru. Prace nad cerkwią zakończono w ciągu dwóch lat. Patronem obiektu został święty wyznawca, jeden z Soboru Świętych Nowomęczenników i Wyznawców Rosyjskich, związany z prawosławiem w Kazachstanie – metropolita ałmacki Mikołaj. Sobór w Aktobe jest jedyną na świecie cerkwią tego wezwania.
Na uroczystości otwarcia soboru (22 września 2008) obecni byli prezydenci Kazachstanu Nursułtan Nazarbajew oraz Rosji Dmitrij Miedwiediew. Pierwsze nabożeństwo w świątyni odprawił arcybiskup uralski Antoni dwa dni później, natomiast wyświęcenie obiektu miało miejsce 25 września, w rocznicę śmierci patrona, także pod przewodnictwem arcybiskupa Antoniego.
Sobór wzniesiony jest w stylu pskowsko-nowogrodzkim. Jest to świątynia dwupoziomowa, z główną nawą i ołtarzem na górnym poziomie i cerkwią-baptysterium na poziomie niższym. Jest to budowla pięciokopułowa, z dzwonnicą o łącznej wysokości 45 m. Szczególną czcią otaczana jest w niej przez wiernych ikona patronalna z cząstką relikwii.